# حلزون‌ماهی
حلزون‌ماهی (نام علمی: Liparidae) نام یک تیره از بالاخانواده لنگرماهی است.